# Gryon brasiliense
Gryon brasiliense är en stekelart som först beskrevs av Costa Lima 1928.  Gryon brasiliense ingår i släktet Gryon och familjen Scelionidae. Inga underarter finns listade i Catalogue of Life.